# Давыдовичи (Брестская область)
Давыдовичи (бел. Давыдавічы) — деревня в Берёзовском районе Брестской области Белоруссии. Входит в состав Малечского сельсовета.

## География
Деревня находится в центральной части Брестской области, при автодороге Н-114, на расстоянии приблизительно 17 километров (по прямой) к западу от города Берёза, административного центра района. Абсолютная высота — 156 метров над уровнем моря. Площадь населённого пункта — 0,1761 км².

## История
По состоянию на 1905 год, в Давидовичах проживало 115 человек. В административном отношении деревня входила в состав Носковской волости Пружанского уезда Гродненской губернии.
Согласно Рижскому мирному договору (1921), деревня вошла в состав межвоенной Польши. Входила в состав гмины Носки Пружанского повета Полесского воеводства Польши. В 1921 году числилось 29 жителей, проживавших в 22 домах. В этническом составе населения того периода белорусы составляли 100 %. В конфессиональном составе населения преобладали православные христиане (100 %).
С 1939 года в БССР, с 1940 года деревня в составе Малечского сельсовета.

## Население
По данным переписи 2019 года, в деревне проживало 5 человек.
| Год  | Население, человек |
| ---- | ------------------ |
| 1905 | 115                |
| 1921 | ↘ 29               |
| 2009 | ↘ 11               |
| 2019 | ↘ 5                |